# Reserva ecológica Arenillas
La Reserva Ecológica Arenillas (REA)se localiza al suroccidente del Ecuador, en la provincia de El Oro, cerca de la frontera con Perú, entre los cantones de Arenillas y Huaquillas. Abarca más de 17.000 ha, siendo uno de los remanentes más importantes de vegetación xerofítica en la costa ecuatoriana.
La Reserva Ecológica Arenillas fue declarada como área de protección hace más de 60 años, pero obtuvo su reconocimiento oficial en 2001. La Reserva está incluida dentro del Sistema Nacional de Áreas Protegidas del Ecuador desde junio de 2001, pero es administrada por el Ministerio de Defensa Nacional por constituir además una zona reservada militar. Los turistas deben pedir permiso para poder visitar la zona.

## Características físicas

### Clima
Cuenta con un clima de 24 °C.

## Características biológicas
La Reserva incluye una de las áreas más extensas de bosque y matorral seco del suroeste de Ecuador, aunque los árboles de madera comercial ya han sido extraídos. Está dominada por bosque caduco de tierras bajas y por matorral seco tropical. La vegetación se vuelve más arbustiva conforme se acerca a la costa, donde hay 2.800 ha de 0AJKDJares y como una barrera natural ante eventuales conflictos militares. Los hábitats están, en general, en buen estado de conservación en su totalidad.

### Flora
Se registra 111 especies florísticas distribuidas en 50 familias, en su mayoría propias del bosque muy seco y del manglar; 76 son nativas, 10 introducidas y 25 son endémicas para la región. La familia Mimosáceas presenta mayor riqueza específica con 9 especies que representan el 8.11 % del total de especies observadas dentro del área de conservación, es seguida por las Cactácea y Bromeliácea con 8 especies cada una representando el 7.21 % respectivamente.
La REA alberga poblaciones juveniles en recuperación de especies forestales importantes como Tabebuia chrysantha, Zyziphus thysiflora, Albizia guachapele, entre otras. También tiene poblaciones importantes de árboles grandes como Ceiba trichistandra y Ficus sp., además de especies asociadas al manglar.

### Fauna
Dentro de la REA se han registrado un total de 159 especies, 88 familias y 8 clases .

#### Aves
Existen reporte 153 especies de aves, de las cuales 35% son endémicas. La reserva contiene las siguientes aves en peligro de extinción: perico macareño (Brotogeris pyrrhoptera), anambé pizarra (Pachyramphus spodiurus) y colaespina de cabeza negruzca (Synallaxis tithys). Arenillas es un sitio importante para las especies endémicas tumbesinas. Las áreas de manglares son un sitio importante de agregación de especies congregatorias residentes y migratorias.

#### Mamíferos
Se registran 26 especies distribuidas en 15 familias. Las familias dominantes son Phyllostomidae con 4 especies y Felidae con 3 especies correspondiendo al 15.38 y 11.54% respectivamente. Seguidas de Canidae, Cervidae, Didelphidae, Echimyidae, Mustilidae y Procyonidae con 2 especies y el 7,69% c/u. Con solo una especie estuvieron presentes las siguientes familias: Dasypodidae, Leporidae, Muridae, Cyclopedidae, Myrmecophagidae, Sciuridae y Tayassuidae representando el 3,85% cada uno. 15 de las 26 especies que existen dentro de la REA, se encuentran en algún grado de amenaza.
Los mamíferos encontrados en la reserva, según un estudio de 1993 incluyen: el zorro costeño (Lycalopex sechurae), el oso hormiguero (Tamandua mexicana), el armadillo de nueve bandas (Dasypus novemcinctus), la zarigüeya ratón de Robinson (Marmosa robinsoni), la rata espinosa del Pacífico (Proechimys decumanus), el jaguarundi (Puma yagouaroundi), la Tayra (Eira barbara), el murciélago pescador (Noctilio leporinus), el murciélago vampiro común (Desmodus rotundus), el mapache cangrejero (Procyon cancrivorus) y la ardilla de nuca blanca (Sciurus stramineus).

#### Herpetofauna
Existen 19 especies registradas, de las cuales 13 son reptiles y 6 anfibios; del total de especies reportadas 6 tienen algún tipo de categoría de amenaza. Entre los endemismos de la región Tumbesina se encuentran distribuidas en 4 familias: Callopistes flavipunctatus (Lagarto de Arenillas), Stenocercus puyango (Guagsas de Puyango), Ceratophrys stolzmanni (Sapo bocón tumbesino), Engystomops randi (Rana túngara de Rand) y Leptodactylus labrosus (Rana terrestre labiosa).

#### Ictiofauna
Se han reportado 12 especies de peces distribuidas en 9 familias, la familia dominantes es Carangidae con 3 especies, seguida por Sciaenidae con 2 y Ariidae, Centropomidae, Cichlidae, Haemulidae, Lutganidae, Mugilidae y Tetraodontidae con una especie.

#### Macroinvertebrados
Existen 23 especies distribuidas en 3 clases y 17 familias; la clase dominante es la Insecta con 12 especies, 7 especies de Moluscos y 4 de Malacostráceos.

## Administración
La tenencia y administración de la Reserva está a cargo del Ministerio de Defensa Nacional. La Reserva se incluyó en los sitios de estudio de algunas expediciones internacionales a la región Tubesina. La información sobre las aves y la diversidad biológica en general es escasa. La Fundación Ecuatoriana de Investigación y Manejo Ambiental (FEDIMA) realizó los estudios técnicos y recopilación de información para la declaratoria de esta reserva militar como Reserva Ecológica.
La Fundación Cerro Verde trabaja en la zona de amortiguamiento de la Reserva en la creación de un comité de gestión local para dar apoyo a la conservación de la misma. Este comité está conformado por 36 comunidades inscritas. Se implementan además actividades de educación ambiental con metodología de Estudio de Ecología.